# Caye Harvest
La Caye Harvest est une caye  privée de la mer des Caraïbes appartenant administrativement au district de Stann Creek. Elle appartient à la Norwegian Cruise Line, et sert d'escale aux paquebots de croisières de cette companie et d'autres sociétés du même groupe (Regent Seven Seas Cruises et Oceania Cruises).